# Henry Daniell
Pour les articles homonymes, voir Daniell.

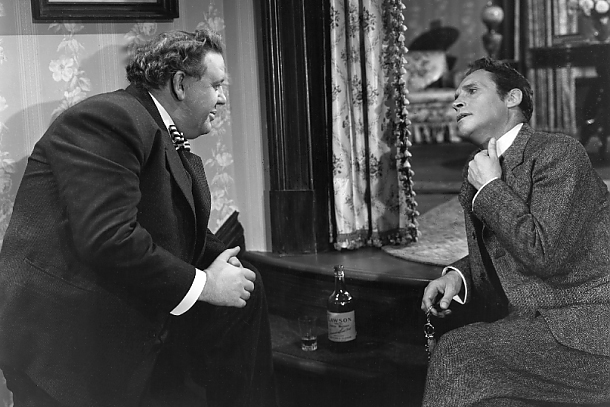
Charles Laughton et Henry Daniell dans Le Suspect (1944).

Henry Daniell est un acteur britannique, né le 5 mars 1894 à Barnes (Londres) et mort le 31 octobre 1963 à Santa Monica (Californie).

## Biographie
Dès l'âge de 13 ans, Henry Daniell est envoyé en pension, à la Gresham's School de Norfolk, où il commence sa vie d'acteur.

## Filmographie

### Cinéma

#### Années 1920 et 1930
- 1929 : The Awful Truth : Norman Warriner
- 1929 : Jealousy de Jean de Limur : Clement
- 1930 : The Last of the Lone Wolf : Count von Rimpau
- 1934 : The Path of Glory (en) : le roi Maximillian
- 1936 : L'Heure mystérieuse (The Unguarded Hour) : Hugh Lewis
- 1936 : Le Roman de Marguerite Gautier (Camille) : Baron de Varville
- 1937 : Sous le voile de la nuit (Under Cover of Night) de George B. Seitz : Prof. Marvin Griswald
- 1937 : La Treizième Chaise : John Wales
- 1937 : L'Espionne de Castille (The Firefly) : le général Savary
- 1937 : Madame X : Lerocle
- 1938 : Vacances (Holiday) : Seton « Dopey » Cram
- 1938 : Marie-Antoinette : La Motte
- 1939 : La Vie privée d'Élisabeth d'Angleterre (The Private Lives of Elizabeth and Essex) : Sir Robert Cecil
- 1939 : Nous ne sommes pas seuls (We Are Not Alone) d'Edmund Goulding : Sir Ronald Dawson

#### Années 1940
- 1940 : L'Aigle des mers (The Sea Hawk) : Lord Wolfingham
- 1940 : L'Étrangère (All This, and Heaven Too) : Broussais
- 1940 : Le Dictateur (The Great Dictator) : Garbitsch, le ministre de l'intérieur et de la propagande de Hynkel
- 1940 : Indiscrétions (The Philadelphia Story) : Sidney Kidd
- 1941 : Il était une fois (A woman's face) : l'accusateur public
- 1941 : Dressed to Kill : Julian Davis
- 1941 : The Feminine Touch : Shelley Mason, critique
- 1942 : Four Jacks and a Jill (en) : Bobo
- 1942 : Castle in the Desert (en) : Watson King
- 1942 : La Voix de la terreur (Sherlock Holmes and the voice of terror) : Sir Alfred Lloyd
- 1942 : Nightmare : Capitaine Stafford
- 1942 : Prisonniers du passé (Random Harvest) : l'homme lourd
- 1942 : The Great Impersonation : Frederick Seamon
- 1942 : Quelque part en France (Reunion in France) de Jules Dassin : Emile Fleuron
- 1943 : Sherlock Holmes et l'Arme secrète (Sherlock Holmes and the Secret Weapon) : l'inspecteur poursuivant
- 1943 : Sherlock Holmes à Washington : William Easter
- 1943 : Mission à Moscou (Mission to Moscow) : le ministre Ribbentrop
- 1943 : Quand le jour viendra (Watch on the Rhine) : Phili Von Ramme
- 1943 : Jane Eyre (Jane Eyre) de Robert Stevenson : Henry Brocklehurst
- 1944 : Le Suspect (The Suspect) : Gilbert Simmons
- 1945 : Hôtel Berlin de Peter Godfrey : Von Stetten
- 1945 : Le Récupérateur de cadavres (The body snatcher) de Robert Wise : Dr Wolfe « Toddy » MacFarlane
- 1945 : La Femme en vert (The Woman in Green) : le professeur Moriarty
- 1945 : Le Capitaine Kidd (Captain Kidd) de Rowland V. Lee : le roi Guillaume III
- 1946 : Le Fils de Robin des Bois (The Bandit of Sherwood Forest) de Henry Levin et George Sherman
- 1947 : Passion immortelle (Song of Love) : Franz Liszt
- 1947 : L'Exilé (The Exile) : Colonel Ingram
- 1948 : Le Réveil de la sorcière rouge (Wake of the Red Witch) : Jacques Desaix
- 1949 : L'Atlantide (Siren of Atlantis) : Henry Blades
- 1949 : The Secret of St. Ives (en) : Maj. Edward Chevenish

#### Années 1950
- 1950 : La Fille des boucaniers (Buccaneer's Girl) : Capt. Duvall
- 1954 : L'Égyptien (The Egyptian) : le prêtre Mekere
- 1955 : Le Fils prodigue (The Prodigal) : Ramadi
- 1956 : Diane de Poitiers : Gondi
- 1956 : L'Homme au complet gris (The Man in the Gray Flannel Suit) : Bill Ogden
- 1956 : La Vie passionnée de Vincent van Gogh (Lust for Life) : Theodorus Van Gogh
- 1957 : L'Extravagant Monsieur Cory (Mister Cory) : Mr. Earnshaw
- 1957 : Le soleil se lève aussi (The Sun Also Rises) : médecin de l'armée
- 1957 : Les Girls : Judge
- 1957 : L'Histoire de l'humanité (The Story of Mankind) : évêque de Beauvais
- 1957 : Témoin à charge (Witness for the Prosecution) : Mr. Mayhew
- 1958 : De la Terre à la Lune (From the Earth to the Moon) : Morgana
- 1959 : The Four Skulls of Jonathan Drake (en) : Dr Emil Zurich

#### Année 1960
- 1961 : Le Sous-marin de l'apocalypse (Voyage to the Bottom of the Sea) de Irwin Allen : Dr Zucco
- 1961 : Les Comancheros (The Comancheros) : Gireaux
- 1962 : Madison Avenue (en) : Stipe
- 1962 : L'Inquiétante dame en noir (The Notorious Landlady) de Richard Quine : étranger
- 1962 : Cinq Semaines en ballon (Five Weeks in a Balloon) d'Irwin Allen Sheik Ageiba
- 1962 : Les Liaisons coupables (The Chapman Report) : Dr Jonas
- 1962 : Les Révoltés du Bounty (Mutiny on the Bounty), de Lewis Milestone : juge de ma cour martiale
- 1964 : My Fair Lady : ambassadeur

### Télévision
- 1946 : Angel Street : Mr. Manningham
- 1960 : Thriller (série télévisée)